# Kaze tachinu (manga)
Kaze tachinu (風立ちぬ? lett. "Si alza il vento"), è un manga scritto e disegnato da Hayao Miyazaki e serializzato sulla rivista Model Graphix Hobby a partire dal 2009. L'opera è liberamente tratta dal romanzo omonimo di Tatsuo Hori. La storia segue le vicende di Jirō Horikoshi e del suo lavoro di progettista aereo fino al 1935 — l'anno in cui il Mitsubishi A5M fece il suo volo inaugurale — e la intreccia con delle sequenza oniriche in cui compare l'ingegnere aeronautico Giovanni Battista Caproni e con l'incontro romantico con Nahoko Satomi.
Dal fumetto lo Studio Ghibli ha prodotto Si alza il vento (風立ちぬ?, Kaze tachinu), un film di animazione di Hayao Miyazaki, proiettato nelle sale giapponesi nell'estate 2013.

## Trama
Il protagonista è Jirō Horikoshi, l'ingegnere aeronautico che durante il secondo conflitto mondiale progettò numerosi aerei da combattimento utilizzati dai giapponesi nelle azioni di guerra contro gli americani, tra i quali il Mitsubishi A6M, utilizzato nell'attacco di Pearl Harbor.

## Realizzazione
Da sempre appassionato di aerei e aviazione, Hayao Miyazaki cominciò a delineare una storia sulla vita di Jirō Horikoshi nel 2008, dopo il completamento di Ponyo sulla scogliera e la realizzò sotto forma di manga, intendendolo come un semplice passatempo. Il titolo si rifà al romanzo di Tatsuo Hori Si alza il vento, a sua volta ispirato ad un passo del poemetto Il cimitero marino (Le Cimetière marin) di Paul Valéry, "Le vent se lève" (lett. "Si alza il vento").
Le scene con Nahoko furono adattate dal romanzo Si alza il vento, nel quale Tatsuo Hori romanza la sua esperienza di vita con la compagna Ayako Yano, prima della morte della donna per tubercolosi. Il nome "Nahoko Satomi" è stato preso dalla protagonista femminile di un'altra opera di Hori, Nahoko (菜穂子?), dal momento che in Si alza il vento il suo nome non viene mai pronunciato. Il personaggio di Hans Castorp è ispirato invece dal romanzo di Thomas Mann La montagna incantata.